# Sztrokay Elek
Nemescsói Sztrokay Elek (Pest, 1818. augusztus 12. – Verona, 1847. szeptember 23.) katonatiszt, hadtudományi író.

## Élete
Apja Sztrokay Antal jogtudós, író, a Magyar Tudós Társaság tagja, anyja Kéller Katalin (1789-1875) volt.
A pesti evangélikus gimnáziumban végzett tanulmányok után 1833-ban, mint tüzér kadét lépett a császári és királyi hadseregbe. 1836-ban Bécsbe a bombászkarhoz, majd 1837-ben a királyt védő, általában Bécsben tartózkodó magyar nemes testőrséghez került. 1842-ben az 5. huszárezred főhadnagyává nevezték ki.
A magyar nemes testőrség kiemelkedő képességű tisztje volt. Anyanyelvén kívül angolul, franciául és olaszul beszélt, a matematikában való jártassága a bécsi tudományos körökben is feltűnést keltett. Cikkeket írt a testőrség Remény című lapjába. Bécsben kezdett erődítéstannal foglalkozni, majd 1842-ben az erődítéstan módszeres kidolgozásába kezdett.
A már halála után kiadott, Az erődítés tudománya (Buda, 1848) című műve e témakörben az első magyar nyelvű munka. Az e korban fejlődésnek indult magyar nyelvű hadtudomány nagy reménysége volt, tehetségének kibontakoztatásában azonban korai halála megakadályozta.